# Åndetro
 Denne artikel bør gennemlæses af en person med fagkendskab for at sikre den faglige korrekthed.

Åndetro er en gruppe af helt forskellige religioner, som har det tilfælles, at de ikke har et skriftsprog eller en formel uddannelse af præster, som kan bevare en bestemt kult eller udbygge en bestem forestillingsverden. Åndetroen adskiller fra animisme, ved at animismen er en kristen forestilling, som kun bygger en særlig form for åndetro på en enkel stillehavsø. Shamanisme er flere forskellige udbygninger på åndetroen, som forsøger at skabe et præsteskab i åndetroen.
Derfor er åndetroen centreret omkring menneskers fysiske virkelighed, og ånderne er en håndgribelig forlængelse af den fysiske virkelighed. Man har ikke nogen ide om, at ånderne lever i en selvstændig verden eller himmel.
Det, som kan forvirre, er at praktiske love og regler begrundes i hensyn til ånderne. Eksempel: En meget udbredt forestilling er, at der lever dryader i træerne, og man derfor skal bede træånden, som bor i træet om tilgivelse, før at man fælder et træ. Dette har den praktiske funktion, at folk så helst fælder de gamle og syge træer, som ånderne alligevel snart skal forlade, og derved bevares skovens høje tynde sunde træer omkring landsbyen.

## Kontakt med ånderne
Drømme: Betragtes som en vision eller besked fra ånderne; således kan ens afdøde slægtninge optræde i ens drømme.
Varsler og spådomme betyder altid meget i åndetroen, fordi det er ånderne, som styrer menneskers skæbne, og det er derfor vigtigt at kende åndernes ønsker og viljer. Metoderne til at tage varsler er meget varierende, men ofte indgår der en gammel høne som betaling til spåmanden. 

## Udvidet åndetro
Der kan forekomme en udvidet åndetro, hvor alt, man ikke kan se, er ånder. Det vil sige at følelser, ideer og tanker er ånder. Det er dog ikke den almindelige åndetro. 

## Kontrol med ånderne
Der er altid et behov for at prøve at kontrollere ånderne. Det kan ske på mange måder, typisk ved bøn eller offergaver eller ved boliger for ånderne i form af figurer eller bygninger. 